# تومو میلیچویچ
تومو میلیچویچ (به انگلیسی: Tomo Miličević) (زاده ۳ سپتامبر ۱۹۷۹) موزیسین و نوازنده آمریکایی است.
او عضو گروه ترتی سکندز تو مارس است.